# Nvidia Quadro
NVidia Quadro — технологія створена компанією Nvidia спеціально для візуальних обчислень. Технологія призначена для досвідчених спеціалістів  в галузі CAD (Computer-Aided Design) і  DCC (Digital Content Creation), технологію NVIDIA Quadro спеціально розроблено з урахуванням вимог, щоб гарантувати високу стабільність і максимальну продуктивність.

## Рівні професійності використання
- Базовий рівень (забезпечують оптимальну ефективність для максимальної продуктивності): Quadro 600, Quadro 400
- Рішення середнього рівня (баланс ціни і продуктивності[джерело?]): Quadro 2000
- Рішення високого рівня: Quadro 4000, Quadro 5000.
- Рішення ультра-високого рівня (забезпечують високу[джерело?] функціональність для програм[яких?] з високими апаратними вимогами): Quadro 6000

## Quadro для портативних робочих станцій
| ХАРАКТЕРИСТИКИ                                         | Quadro M6000             | Quadro K6000                | Quadro K5200                | Quadro K4200             | Quadro K2200 | Quadro K1200 | Quadro K620 | Quadro K420 |
| ------------------------------------------------------ | ------------------------ | --------------------------- | --------------------------- | ------------------------ | ------------ | ------------ | ----------- | ----------- |
| Обсяг пам'яті                                          | 12GB GDDR5               | 12GB GDDR5                  | 8GB GDDR5                   | 4GB GDDR5                | 4GB GDDR5    | 4GB GDDR5    | 2GB DDR3    | 1GB DDR3    |
| Інтерфейс пам'яті                                      | 384-bit                  | 384-bit                     | 256-bit                     | 256-bit                  | 128-bit      | 128-bit      | 128-bit     | 128-bit     |
| Пропускна здатність пам'яті                            | 317 GBps                 | 288 GBps                    | 192 GBps                    | 173 GBps                 | 80 GBps      | 80 GBps      | 29 GBps     | 29 GBps     |
| Максимальне споживання енергії                         | 250W                     | 225W                        | 150W                        | 108W                     | 60W          | 45W          | 41W         | 41W         |
| Кабель живлення                                        | 1 x 8-pin                | 2 x 6-pin                   | 1 x 6-pin                   | 1 x 6-pin                |              |              |             |             |
| Число слотів                                           | 2                        | 2                           | 2                           | 1                        | 1            | 1            | 1           | 1           |
| Максимальне число дисплеїв, що підключаються одночасно | 4                        | 4                           | 4                           | 4                        | 4            | 4            | 4           | 4           |
| Роз'єми дисплея                                        | DVI-I DP DP 3-pin Stereo | DVI-I DVI-D DP 3-pin Stereo | DVI-I DVI-D DP 3-pin Stereo | DVI-I DP DP 3-pin Stereo | DVI-I DP DP  | mDP mDP      | DVI-I DP    | DVI-I DP    |
| ECC (код виправлення помилок)                          | +                        | +³                          | +³                          |                          |              |              |             |             |
| OpenGL                                                 | 4.5                      | 4.5                         | 4.5                         | 4.5                      | 4.5          | 4.5          | 4.5         | 4.5         |
| Shader Model                                           | 5                        | 5                           | 5                           | 5                        | 5            | 5            | 5           | 5           |
| DirectX                                                | 12                       | 12                          | 12                          | 12                       | 12           | 12           | 12          | 12          |
| NVIDIA 3D Vision® Pro                                  | +                        | +                           | +                           | +                        | +            | +            | +           | +           |
| Технологія NVIDIA®Mosaic                               | +                        | +                           | +                           | +                        | +            | +            | +           | +           |
| Синхронізація декількох дисплеїв                       | Quadro Sync              | Quadro Sync                 | Quadro Sync                 | Quadro Sync              |              |              |             |             |
| Підтримка NVIDIA SLI                                   | +                        | +                           | +                           | +                        |              |              |             |             |
| ПЗ для керування робочим столом NVIDIA nView           | +                        | +                           | +                           | +                        | +            | +            | +           | +           |
| Ввід / вивід високопродуктивного відео                 | +                        | +                           | +                           | +                        |              |              |             |             |

## Серія продуктів Quadro для мобільних станцій
| Характеристики графічних рішень                           | Quadro K5100M      | Quadro K4100M      | Quadro K3100M      | Quadro K2200M      | Quadro K2100M      | Quadro K1100M      | Quadro K610M       | Quadro K510M       | Quadro K620M       |
| --------------------------------------------------------- | ------------------ | ------------------ | ------------------ | ------------------ | ------------------ | ------------------ | ------------------ | ------------------ | ------------------ |
| Покоління мобільної платформи                             | Haswell/ Shark Bay | Haswell/ Shark Bay | Haswell/ Shark Bay | Haswell/ Shark Bay | Haswell/ Shark Bay | Haswell/ Shark Bay | Haswell/ Shark Bay | Haswell/ Shark Bay | Haswell/ Shark Bay |
| Об'єм пам'яті                                             | 8GB                | 4GB                | 4GB                | 2GB                | 2GB                | 2GB                | 1GB                | 1GB                | 2GB                |
| Тип пам'яті                                               | GDDR5              | GDDR5              | GDDR5              | GDDR5              | GDDR5              | GDDR5              | GDDR5              | GDDR5              | GDDR3              |
| Інтерфейс пам'яті                                         | 256-bit            | 256-bit            | 256-bit            | 128-bit            | 128-bit            | 128-bit            | 64-bit             | 64-bit             | 64-bit             |
| Пропускна здатність пам'яті                               | 115.2 GB/s         | 102.4 GB/s         | 102.4 GB/s         | 80 GB/s            | 48 GB/s            | 44.8 GB/s          | 20.8 GB/s          | 19.2 GB/s          | 14.4 GB/s          |
| Максимальне споживання енергії, TGP (графічна підсистема) | 100W               | 100W               | 75W                | 65W                | 55W                | 45W                | 30W                | 30W                | 30W                |
| OpenGL                                                    | 4.51               | 4.51               | 4.51               | 4.51               | 4.51               | 4.51               | 4.51               | 4.51               | 4.51               |
| Shader Model                                              | 5.0                | 5.0                | 5.0                | 5.0                | 5.0                | 5.0                | 5.0                | 5.0                | 5.0                |
| DirectX                                                   | 11.2               | 11.2               | 11.2               | 11.2               | 11.2               | 11.2               | 11.2               | 11.2               | 11.2               |
| Покоління PCI-E                                           | 3                  | 3                  | 3                  | 3                  | 3                  | 3                  | 3                  | 3                  | 3                  |
| Display Port                                              | 1.2                | 1.2                | 1.2                | 1.2                | 1.2                | 1.2                | 1.2                | 1.2                | 1.2                |
| Точність                                                  | FP32               | FP32               | FP32               | FP32               | FP32               | FP32               | FP32               | FP32               | FP32               |
| NVIDIA® 3D Vision Pro                                     | +                  | +                  | +                  | +                  | +                  | +                  | -                  | -                  | -                  |
| Технологія NVIDIA Mosaic                                  | +                  | +                  | +                  | +                  | +                  | +                  | +                  | +                  | +                  |
| ПЗ для керування робочим столом NVIDIA nView              | +                  | +                  | +                  | +                  | +                  | +                  | +                  | +                  | +                  |
| Технологія NVIDIA Optimus ™                               | +                  | +                  | +                  | +                  | +                  | +                  | +                  | +                  | +                  |

## Технологія Nvidia Quadro мульти-GPU
Технологія мульти-GPU кардинально змінила можливості NVIDIA Quadro® GPU. Це забезпечує значні переваги в таких галузях, як проектування і виробництво, медіа, розваги та енергетика. Кілька GPU допомагають оптимізувати робочий процес у широкому спектрі професійних додатків із збільшенням продуктивності до:
- 17 разів на Adobe® After Effects® CC в сценах, оброблюваних методом трасування променів з 3D кулями *

- 17 разів в 3ds Max 2015 c NVIDIA Iray® в Iray-bench 3.1 *

- 3,5 раз в Ansys 15.0 в роботі над моделлю Турбіни *

## Nvidia Quadro Sync
NVIDIA Quadro Sync c підключається до окремих графічних карт Quadro, синхронізуючи їх з підключеними до них дисплеями або проекторами. На цих синхронізованих дисплеях або проекторах Quadro Sync також запускає технологію NVIDIA Quadro Mosaic ™, забезпечуючи високо-технологічний спосіб масштабування дозволу для будь-якої програми.
Синхронізуючи до чотирьох графічних процесорів Quadro з архітектурою Kepler і до 16 дисплеїв або проекторів на одній системі. Збільшення щільності GPU і дисплеїв на одній системі скорочує загальне число систем в візуалізаційному кластері і зменшує складність його роботи. Увімкнувши технологію Mosaic на 16 дисплеях або проекторах в будь-якій системі. Отримайте конфігурацію інструментарію керування ОС Windows (WMI) і візуалізаційних кластерів на базі ОС Windows. Інтерфейс WMI, що є стандартом в індустрії, дозволяє легко писати сценарії і дистанційно керувати можливостями Quadro Sync та інших GPU в системах в рамках візуалізаційні кластеру.

## SLI для NVIDIA Quadro
Технологія NVIDIA® SLI для Quadro є основою повністю оптимізованої професійної робочої станції на основі декількох GPU. При використанні технології SLI професіонали можуть задіяти декілька GPU і динамічно збільшувати графічну продуктивність, підвищувати якість зображень, використовувати декілька дисплеїв одночасно і створювати повністю віртуалізовані системи. Більше того, наші сертифіковані робочі платформи пройшли повне тестування і забезпечують безпрецедентну стабільність і сумісність.

## NVIDIA Iray
Це інтерактивна технологія фізично коректного рендеринга, яка дозволяє створювати фотореалістичні зображення, точно розраховуючи взаємодія матеріалів зі світлом. На відміну від традиційних способів візуалізації, Iray забезпечує результати, що відображають реальну поведінку об'єктів. Дизайнери можуть швидко досягти фотореалістичних результатів без глибоких експертних знань.

## Quadro Fermi
Останні графічні процесори Quadro засновані на інноваційній архітектурі NVIDIA Fermi і пропонують перший у світі професійний GPU, що об'єднує високопродуктивні обчислення і неймовірні техніки візуалізації. Рішення Quadro підтримують нову технологію Scalable Geometry Engine ™, забезпечуючи швидкість тесселяції в 1.3 мільярда трикутників в секунду, знімаючи колишні обмеження 3D графіки. Quardo дарує вам воістину плавний робочий процес, ви можете проектувати, вносити численні поправки і презентувати продукт у значно коротші терміни.
Сучасні програми використовують переваги архітектури паралельних обчислень NVIDIA® CUDA ™ в Quadro GPU, забезпечуючи приріст продуктивності до 8 раз при роботі з вимогливими до обчислень додатками, такими як трасування променів, обробка відео та обчислювальна динаміка рідких тіл. Quadro — це єдине професійне графічне рішення для додатків, що вимагають високої точності даних, з ECC пам'яттю і високою продуктивністю операцій подвійної точності, що забезпечує граничну точність і надійність результатів. Quadro гарантує цілісність і точність даних без шкоди продуктивності в будь-якій області — від роботи з медичними зображеннями до додатків структурного аналізу.
Професійні програмні технології NVIDIA, від CUDA до рушіїв прискорення додатків, в комбінації з Quadro дозволяють прискорювати додатки від таких компаній, як Adobe, Autodesk, RTT, Dassault Systemes, Bunkspeed та багатьох інших.

### QUADRO FERMI для РОБОЧОЇ СТАНЦІЇ
| Характеристики | Quadro Plex 7000 | Quadro 6000 | Quadro 5000 | Quadro 4000 Quadro 4000 для Mac | Quadro 2000 | Quadro 2000D | Quadro 600 |
| -------------- | ---------------- | ----------- | ----------- | ------------------------------- | ----------- | ------------ | ---------- |
| Об'єм пам'яті  | 12 ГБ            | 6 ГБ        | 2.5 ГБ      | 2 ГБ                            | 1 ГБ        | 1 ГБ         | 1 ГБ       |
| Ядра CUDA      | 896              | 448         | 352         | 256                             | 192         | 192          | 96         |

### QUADRO FERMI для мобільної РОБОЧОЇ СТАНЦІЇ
| Характеристика | Quadro 5010M | Quadro 5000M | Quadro 4000M | Quadro 3000M | Quadro 2000M | Quadro 1000M |
| -------------- | ------------ | ------------ | ------------ | ------------ | ------------ | ------------ |
| Об'єм пам'яті  | 4 ГБ         | 2 ГБ         | 2 ГБ         | 2 ГБ         | 2 ГБ         | 2 ГБ         |
| Ядра CUDA      | 384          | 320          | 336          | 240          | 192          | 96           |

## 3D Vision
NVIDIA Quadro в комбінації з 3D Vision Pro забезпечують високоякісну середовище для роботи зі стереоскопічним 3D, дозволяючи дизайнерам, конструкторам, цифровим художникам і вченим побачити свою роботу і взаємодіяти з колегами в сьогоденні 3D.
Окуляри 3D Vision Pro в комбінації із Quadro забезпечують просте у використанні і надійне рішення для візуалізації 3D на цілому ряді дисплеїв від звичайного настільного монітора до масивної стіни або кімнати на основі декількох проекторів.
Це унікальне 3D рішення об'єднало окуляри з технологією 3D Vision Pro і потужний пункт керування на основі радіо зв'язку з 120 МГц панелями і проекторами. Тепер професіонали можуть спільно проектувати, створювати і насолоджуватися стереоскопічним 3D.